# Allein
Allein (valle d'aostai patois dialektusban Alèn; 1939 es 1946 között neve olaszosítva Alleno) község Olaszországban, Valle d’Aosta régióban.

## Elhelyezkedése

Allein község Valle d'Aosta térképén

A Nagy Szent Bernát-völgyben helyezkedik el.